# Kristna Fredsrörelsen
Kristna Fredsrörelsen (KrF) är en medlemsorganisation som arbetar för fred och rättvisa. Uppdraget är att verka för en värld fri från våld, oavsett om det sker i form av krig, förtryck eller orättvisor.
Kristna Fredsrörelsen är en ekumenisk rörelse som samlar folk från olika kristna traditioner och många som inte har någon kyrklig förankring. Kansliet finns i Stockholm.
Sedan den 1 juni 2016 är Lotta Sjöström Becker generalsekreterare.
Kristna Fredsrörelsen tror att fred är vägen till fred. Därför arbetar rörelsen med ickevåld som ledstjärna. Men ickevåld är mycket mer än bara en metod, det är också målet, identiteten och visionen för organisationen 
KrF tror att tillsammans kan många små insatser leda till förändring.
Ett vanligt sätt att uttrycka innebörden av ickevåld är ”att skapa fred med fredliga medel”; en verklig fred, byggd på rättvisa och mänskliga rättigheter.
Kristna Fredsrörelsen menar att fred är mer än frånvaro av våld, och arbetar därför inte bara för allmän nedrustning, utan även med skydd av människorättsförsvarare och utbildningar i ickevåld. Ickevåld bygger på övertygelsen om alla människors lika värde och värdighet.
Kristna Fredsrörelsen är en idéburen medlemsorganisation som har en lång historia av att arbeta för fred och rättvisa. Organisationen bildades 1919 och är djupt förankrad i den ekumeniska rörelsen och stödjer trosbaserat engagemang. I Mahatma Gandhis, Rosa Parks och Martin Luther Kings anda vill Kristna Fredsrörelsen inspirera, utbilda och mobilisera människor som vill förändra världen till det bättre.
Kristna Fredsrörelsens verksamhet i Sverige omfattar bland annat påverkansarbete och opinionsbildning i frågor om fred och mänskliga rättigheter, , inklusive arbete mot svensk vapenexport Kristna Fredsrörelsens erbjuder utbildningar i aktiv fredskultur, där ickevåld, civilkurage och konflikthantering ingår som egna teman. Organisationen lär ut ickevåldsmetoder och manar till motstånd mot rasism och intolerans.
I det internationella arbetet samarbetar Kristna Fredsrörelsen med ickevåldsorganisationer och människorättsförsvarare i länder som är drabbade av våldsamma konflikter. I Sydsudan och Västsahara ger Kristna Fredsrörelsen ekonomiskt stöd till lokala partnerorganisationer och skapar nätverk för att tillsammans påverka utvecklingen i en mer fredlig riktning. Genom partnerorganisationerna utbildas människor i ickevåld och religionsdialog.
I Colombia, Guatemala och Mexiko arbetar Kristna Fredsrörelsen även med skydd av människorättsförsvarare som lever under hot på grund av sitt arbete. Metoden kallas ”preventiv närvaro” och handlar om att synliggöra vad som förekommer och förebygga våld. Genom att vara fredsobservatör på plats visar fredsobservatörerna att omvärlden ser och bryr sig om vad som händer och det minskar risken för hot och våld.
Kristna Fredsrörelsen är medlemmar i The International Fellowship of Reconciliation, IFOR, under det internationella namnet The Swedish Fellowship of Reconciliation, SweFOR. IFOR  har ett åttiotal medlemsorganisationer i mer än femtio länder. Det globala perspektivet är en omistlig del av Kristna Fredsrörelsens identitet.

## Historia
- 1919 875 personer bröt sig ur Svenska Freds- och skiljedomsföreningen för att fokusera mer på vapenvägrarfrågor och vända sig till kyrkorna. De bildade Svenska Världsfredsmissionen (SVFM).
- 1922 SVFM ställde kravet att byta ut värnplikt mot vårdplikt
- 1930 SVFM protesterar till regeringen mot Bofors vapenexport
- 1931? SVFM går ihop med Kristna Krigstjänstvägrarrörelsen
- 1939-45 Under andra världskriget sattes många vapenvägrare i fängelse (50 personer 1942) och SVFM inrättar stödkassa till drabbade familjer.
- 1963-65 SVFM tar initiativ till den utredning som bland annat leder till möjligheten att göra vapenfri tjänst.
- 1968 SVFM går samman med den radikalpacifistiska sektionen av Förbundet för Kristet Samhällsliv, Svenska Försoningsförbundet. Därmed kommer förbundet med i den internationella fredsorganisationen International Fellowship of Recociliation (IFOR).
- 1977 SVFM byter namn till Kristna Fredsrörelsen (KrF).
- 1981 Är med och samlar ihop 56.000 namnunderskrifter mot vapenexport som lämnas till riksdagen.
- 1980-tal Aktiv period med mycket manifestationer, föredrag, studieresor, kurser i civil olydnad, kartläggningar av samfundens vapenaktier och mycket mer.
- 1991 Äntligen utdelning för KrF:s arbete sedan organisationens start att kunna få vapenfri tjänst utan särskild prövning.
- 1994-97 Fredsobservatörer till Guatemala
- 2000 Fredsobservatörer till Guatemala och Mexiko (Chiapas). Varje år skickas ungefär fyra personer till Guatemala och tre till Mexiko.
- 2004 Fredsobservatörer till Colombia. Varje år skickas ungefär åtta personer till Colombia.
- 2010 Startar samarbetet Salaams vänner tillsammans med Svenska Muslimer för Fred och Rättvisa.[källa behövs]

## Framstående personer i Kristna Fredsrörelsens ledning
Kristna Fredsrörelsen var länge en plantskola för politiker, akademiker och ledare för större internationella organisationer. Här följer en lista på några av dem som skolats av Kristna Fredsrörelsen.
Ewert Bengtsson, professor emeritus vid Centrum för bildanalys vid Uppsala Universitet
Peter Brune, chef för internationella avdelningen Individuell Människohjälp och grundare av Humanium Metal
Margareta Ingelstam, medgrundare av Adoptionscentrum
Kjell-Åke Nordquist, professor internationella relationer vid Teologiska högskolan i Stockholm
Ulrika Modéer, statssekreterare hos biståndsministern
Isak Svensson, professor i freds- och konfliktforskning vid Uppsala Universitet
Peter Weiderud, direktör för Svenska institutet i Alexandria

## Fotnoter
1. ↑  Kristna Fredsrörelsens stadgar
2. ↑  Kristna Fredsrörelsens stadgar
3. ↑  Kristna Fredsrörelsens idégrund
4. ↑  Kristna Fredsrörelsens webbplats, hämtad 13 augusti 2018.
5. ↑  Kristna Fredsrörelsens webbplats
6. ↑  Debattartikel i tidningen Dagen, hämtad 13 augusti 2018.
7. ↑  Debattartikel i Aftonbladet, hämtad 13 augusti 2018.
8. ↑  Kristna Fredsrörelsens webbplats, hämtad 13 augusti 2018.
9. ↑  Kristna Fredsrörelsens webbplats
10. ↑  Kristna Fredsrörelsens webbplats
11. ↑  Kristna Fredsrörelsens webbplats
12. ↑  Kristna Fredsrörelsens webbplats
13. ↑  IFOR:s webbplats, hämtad 13 augusti 2018.